# Kamensko (Trilj)
Kamensko falu Horvátországban Split-Dalmácia megyében. Közigazgatásilag Triljhez tartozik. 

## Fekvése
Splittől légvonalban 43, közúton 62 km-re északkeletre, Sinjtől légvonalban 27, közúton 34 km-re délkeletre, községközpontjától 22 km-re keletre a dalmát Zagora területén, a Kamešnica-hegység karsztos lejtőjén, a bosnyák határ mellett fekszik. Településrészei Brčići, Matić, Đonlić, Tabak és Krolo. Közúti határátkelőhely a bosznia-hercegovinai Livno irányában. 

## Története
A hegyvidéki területen már az ókorban letelepedtek az illír pásztorok. Ők voltak a térség első ismert népe. Utánuk egészen 395-ig a rómaiak uralma alatt állt. Augustus római császár idejében makadámút épült itt, mely Muć irányából a mai Triljen és Kamenskon át haladt tovább Hercegovina, Bosznia és a Pannon síkság területei felé. A török 1513 körül szállta meg e területet. Az 1699-es karlócai béke török kézen hagyta. Végleges felszabadulása csak az újabb velencei-török háborút lezáró pozsareváci békét követően 1718-ban történt meg, mely az új határt a Kamešnica-hegységnél húzta meg. A Kamešnica környéki falvakat a velencei uralom első éveiben telepítették be Hercegovinából érkezett keresztény lakossággal. A rendelkezésre álló gyér adatok alapján Kamensko első lakói a Cetina vidékéről érkezett pásztorok voltak. A település az 1741-ben alapított tijaricai plébániához tartozott és tartozik ma is. A velencei uralomnak 1797-ben vége szakadt és osztrák csapatok vonultak be Dalmáciába. 1806-ban az osztrákokat legyőző franciák uralma alá került, de Napóleon lipcsei veresége után 1813-ban újra az osztrákoké lett. A településnek 1857-ben 282, 1910-ben 599 lakosa volt. 1918-ban az új szerb-horvát-szlovén állam, majd később Jugoszlávia része lett. Római katolikus temploma 1939-re épült fel. A háború után a szocialista Jugoszláviához került. 1991 óta a független Horvátországhoz tartozik. Az 1990-es évek óta lakossága rohamosan csökkent. 2011-ben a településnek 107 lakosa volt.

## Lakosság
| Lakosság változása | Lakosság változása | Lakosság változása | Lakosság változása | Lakosság változása | Lakosság változása | Lakosság változása | Lakosság változása | Lakosság változása | Lakosság változása | Lakosság változása | Lakosság változása | Lakosság változása | Lakosság változása | Lakosság változása | Lakosság változása |
| ------------------ | ------------------ | ------------------ | ------------------ | ------------------ | ------------------ | ------------------ | ------------------ | ------------------ | ------------------ | ------------------ | ------------------ | ------------------ | ------------------ | ------------------ | ------------------ |
| 1857               | 1869               | 1880               | 1890               | 1900               | 1910               | 1921               | 1931               | 1948               | 1953               | 1961               | 1971               | 1981               | 1991               | 2001               | 2011               |
| 282                | 306                | 380                | 439                | 551                | 599                | 609                | 597                | 634                | 652                | 641                | 597                | 595                | 541                | 266                | 107                |

## Nevezetességei
- Szent Péter apostol tiszteletére szentelt római katolikus temploma 1936 és 1939 között faragott kövekből épült. Hosszúsága 17, szélessége 7, magassága 6 méter. Bejárata félköríves, felette egy hosszúkás íves ablak, afelett pedig kis körablak látható. A harangtorony a templom homlokzatába van beépítve. A harangok szintjén négy oldalról biforámás ablakok díszítik, legfelül pedig bádoggal fedett piramisban végződik. A szentélyben levő oltáron Szent Péter életnagyságú szobra áll. A templomot 1997-ben teljesen megújították, ekkor készült a szembemiséző oltár és a templomudvart körítő kőfal.
- A kamenskoi szélerőművet 2013. július 15-én avatta fel Ivo Josipović horvát elnök.